# Іда Керолайн Верд
Іда Керолайн Верд (англ. Ida Caroline Ward; 4 жовтня 1880, Бредфорд — 10 жовтня 1949, Гілфорд) — британська мовознавиця, яка працювала переважно над африканськими мовами. Верд зробила впливову роботу в галузі фонології та тону.

## Біографія
Іда Верд народилася 4 жовтня 1880 року в Бредфорді, Західний Йоркшир. 1902 року отримала ступінь бакалавра в Даремському університеті. Вона працювала вчителькою середньої школи протягом 16 років, перш ніж стати академіком. З 1919 по 1932 роки працювала на кафедрі фонетики в Університетському коледжі Лондона з відомим фонетиком Деніелом Джонсом; у 1932 році вона перейшла до Школи східних та африканських досліджень у Лондоні, ставши професоркою у 1944 році. У своїх книгах про мови народів Африки вона докладно описала тон цих мов. У свій час була одною з провідних авторитеток у цьому питанні.

## Кар'єра
Співпрацювала в 1933 році з Дідріхом Германном Вестерманом, «Практична фонетика для студентів, які вивчають африканські мови» (англ. «Practical Phonetics for Students of African languages»), вона багато разів перевидавалася. Серед африканських мов, з якими вона працювала, є ефік (1933), ігбо (1936, 1941), менде (1944) та йоруба (посмертно в 1952).